# Ратиборовичі
Ратиборовичі (Рациборовіце, пол. Raciborowice) — село в Польщі, у гміні Білопілля Холмського повіту Люблінського воєводства. Населення — 301 особа (2011).

## Назва
Назва села походить від давнього руського імені Ратибор.

## Історія
1533 року вперше згадується церква в Ратиборовичах.
У 1921 році село входило до складу гміни Білопілля Грубешівського повіту Люблінського воєводства Польської Республіки.
У 1942—1943 роках польські шовіністи вбили в селі 3 українців.
16-20 червня 1947 року під час операції «Вісла» польська армія виселила зі села на приєднані до Польщі північно-західні терени 16 українців. У селі залишилося 600 поляків.
У 1975—1998 роках село належало до Холмського воєводства.

## Населення
За даними перепису населення Польщі 1921 року в селі налічувалося 30 будинків та 196 мешканців, з них:
- 97 чоловіків та 99 жінок;
- 140 православних, 32 римо-католики, 24 юдеї;
- 139 українців, 37 поляків, 20 євреїв.

У 1943 році в селі проживало 241 українець і 296 поляків.
Демографічна структура станом на 31 березня 2011 року:
|          | Загалом | Допрацездатний вік | Працездатний вік | Постпрацездатний вік |
| -------- | ------- | ------------------ | ---------------- | -------------------- |
| Чоловіки | 155     | 28                 | 111              | 16                   |
| Жінки    | 146     | 20                 | 86               | 40                   |
| Разом    | 301     | 48                 | 197              | 56                   |